# حوشب (تشريح)

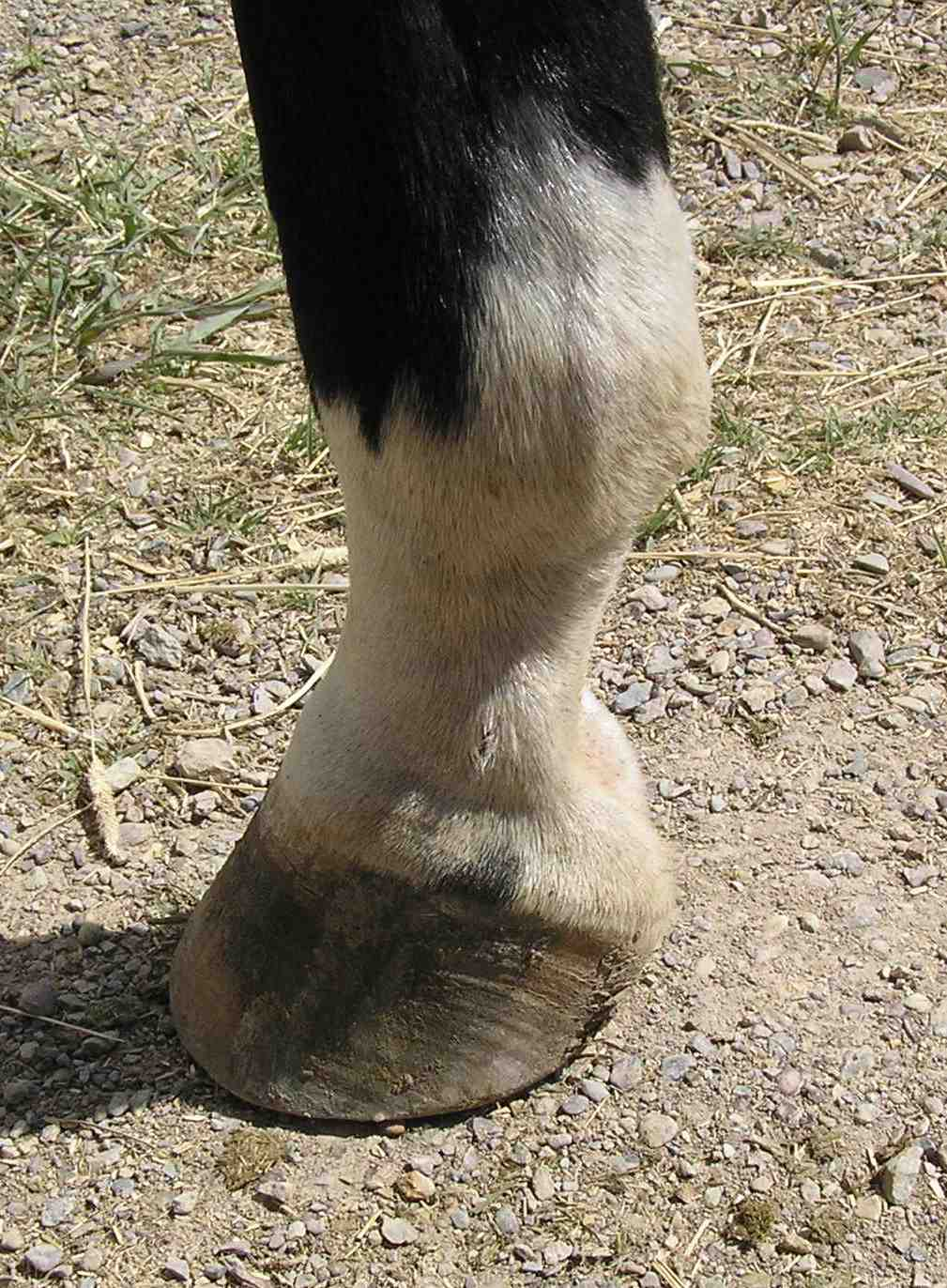
الحَوْشَب: المفصل الموجود بين عظم الوظيف (القائمة السفلى) وعظمة الرسغ

الحَوْشَب اسم للمفاصل السنعية السلامية [الإنجليزية] والمفاصل المشطية السلامية (MCPJ وMTPJ) عند الخيل والحيوانات الكبيرة، وأحيانًا الكلاب.
على الرغم من أنه يشبه إلى حد ما الكاحل البشري في المظهر، إلا أن المفصل مُنادّ للضَّرَّة. من الناحية التشريحية، فإن الحافر يتوافق مع إصبع القدم، وليس القدم البشرية بأكملها.